# Justin Simon
Justin D’John Simon (Columbus, Ohio, 6 de mayo de 1996) es un baloncestista estadounidense que pertenece a la plantilla de los Sydney Kings de la NBL Australia. Con 1,96 metros de estatura, juega en la posición de escolta.

## Trayectoria deportiva

### Universidad
Jugó una temporada con los Wildcats de la Universidad de Arizona, en la que promedió 2,3 puntos y 1,2 rebotes por partido, y al término de la misma anunció su intención de ser transferido a los Red Storm de la Universidad St. John's.
Tras el año en blanco que impone la NCAA para las transferencias de jugadores, jugó dos temporadas más, en las que promedió 11,3 puntos, 6,1 rebotes, 4,3 asistencias y 2,0 robos de balón por partido. Lideró la Big East Conference en robos de balón en 2018, con 2,5 por encuentro, mientras que en 2019 fue elegido Jugador Defensivo del Año de la conferencia.

#### Estadísticas
| Año     | Equipo     | PJ | PT | MPP  | %TC  | %3P  | %TL  | RPP | APP | ROB | TPP | PPP  |
| ------- | ---------- | -- | -- | ---- | ---- | ---- | ---- | --- | --- | --- | --- | ---- |
| 2015–16 | Arizona    | 24 | 0  | 7.5  | .500 | .333 | .429 | 1.2 | .3  | .3  | .3  | 2.3  |
| 2017–18 | St. John's | 33 | 33 | 36.1 | .473 | .417 | .661 | 7.1 | 5.1 | 2.5 | .8  | 12.2 |
| 2018–19 | St. John's | 34 | 33 | 32.9 | .462 | .289 | .608 | 5.1 | 3.2 | 1.5 | .6  | 10.4 |
| Total   | Total      | 91 | 66 | 27.3 | .470 | .351 | .620 | 4.8 | 3.1 | 1.5 | .6  | 8.9  |

### Profesional
Tras no ser elegido en el draft de la NBA de 2019, jugó las Ligas de Verano de la NBA con los Chicago Bulls, promediando 6,8 puntos y 4,0 rebotes en los cinco partidos que disputó. Después de disputar la pretemporada con los Bulls, en octubre fue descartado de la plantilla final, siendo asignado a su fliial en la G League, los Windy City Bulls. En su primera temporada promedió 12,8 puntos, 5,6 rebotes, 2,5 asistencias y 2,3 robos de balón.
El 20 de agosto de 2021, firma por el Ratiopharm Ulm de la Basketball Bundesliga.
El 4 de octubre de 2021, firma por el MHP Riesen Ludwigsburg de la Basketball Bundesliga.
El 18 de julio de 2022 firmó por una temporada con los Sydney Kings de la NBL Australia.